# 副矮螳属
副矮螳属（学名：Parananomantis）是矮螳科的一属。

## 下属物种
本属包括以下物种：
- 短副矮螳 Parananomantis brevis Mukherjee, 1995